# Дебабрата Саха
Шрі Дебабрата Саха (англ. Debabrata Sakha; 1952) — індійський дипломат. Надзвичайний і Повноважний Посол Індії в Україні (2005—2010).

## Життєпис
Народився у 1952 році в Калькутті. Закінчив коледж Святого Ксаверія, Калькутта (1968—1971), де отримав ступінь бакалавра з фізики, а згодом ступінь магістра в галузі фізики в Університетському коледжі науки, Калькутті.
До приходу в МЗС Індії в 1977 році, працював співробітником в Державному банку Індії.
Під час дипломатичної служби в МЗС Індії, працював на різних посадах в Делі і за кордоном. У 1977—2009 роках працював в індійському посольства в Куала-Лумпурі, Катманду, Коломбо і Лондоні, і в Постійному представництві Індії при Організації Об'єднаних Націй в Нью-Йорку і Женеві. В Індії він працював в Міністерстві закордонних справ Індії, на посадах заступника міністра з питань країн Західної Європи, заступник міністра з питань Бангладеш, директор з фінансів, директор департаменту країн Америки та заступника секретаря департаменту Латинської Америки.
З 2005 по 2009 — Надзвичайний і Повноважний Посол Індії в Києві.
З 2010 року — Надзвичайний і Повноважний Посол Індії в Римі (Італія). Постійний представник Індії в ФАО, МФСР і ВПП. Одночасно акредитований як посол Індії в Республіці Сан-Марино.

## Сім'я
Дружина Хомаі Саха — Надзвичайний і Повноважний Посол Індії в Братиславі, (Словаччина).